# Laurence Bien
Pour les articles homonymes, voir Bien.
Laurence Bien (né vers 1945) est un journaliste et ancien acteur allemand.

## Biographie
Entre 1969 et 1972, Bien tient le rôle du jeune homme agile dans près de dix films, dont presque tous peuvent être attribués au genre du film d'exploitation érotique.
Après un western spaghetti érotique et un total de six rôles de petite figuration dans la série policière Der Kommissar et Inspecteur Derrick, Bien, qui vit à Munich, met fin à sa carrière en 1979 et se tourne vers le journalisme. À partir de 1990, il publie pendant plusieurs années le journal pour l'industrie BDB Nachrichten München.

## Filmographie
- 1969 : L'Ingénue perverse
- 1969 : Hambourg centre érotique (de)
- 1969 : Der Kommissar: Keiner hörte den Schuss (épisode 7)
- 1970 : Hôtel du vice (de)
- 1970 : Il vaut mieux coucher avec une sirène que de dormir la fenêtre ouverte
- 1970 : Kama-sutra
- 1970 : Der Kommissar: Der Mord an Frau Klett (épisode 25)
- 1971 : Rapport sur la vie sexuelle de la ménagère
- 1971 : L'Amour en vacances
- 1971 : Astrologie sexuelle
- 1972 : Bacchanales pour nuits de noces (de)
- 1972 : Der Kommissar: Mykonos (épisode 53)
- 1975 : Der Kommissar: Die Kusine (épisode 88)
- 1976 : Inspecteur Derrick: Choc (épisode 20)
- 1979 : Porno erotico western (it)